# Trabalho de impressão
Em computação, um trabalho de impressão é um arquivo ou conjunto de arquivos, que foi submetido a ser impresso.
As tarefas são tipicamente identificadas por um número único e são atribuídas a um destino específico, geralmente uma impressora. Elas também podem ter opções associadas a elas, como tamanho do material, número de cópias e prioridade.

## Rota
Em ambientes maiores, os trabalhos de impressão podem passar por um servidor de impressão centralizado, antes de chegar ao destino de impressão. Algumas impressoras (multifuncionais) possuem armazenamento local (como uma unidade de disco rígido) para o processar e enfileirar as tarefas antes da impressão.

## Segurança
Quando se livrar de antigas impressoras com armazenamento local, deve-se ter em mente que os trabalhos de impressão confidenciais (documentos) são potencialmente ainda não criptografados localmente na unidade de disco rígido e podem ser recuperados.